# Casa (chaîne de télévision)
Pour les articles homonymes, voir CASA.
Casa (stylisée CASA) est une chaîne de télévision québécoise spécialisée de catégorie B appartenant au Groupe TVA lancée le 19 février 2008 et dédiée à tous les aspects de la maison, incluant la décoration, la rénovation, l'immobilier, la cuisine et le jardinage.
La chaîne CASA accorde une grande importance aux productions originales et aux expériences vécues par les Québécois. On y retrouve des têtes d'affiche attachantes, qui leur ressemblent. La chaîne a aussi comme objectif de dénicher et de diffuser en français les meilleures émissions produites au Canada anglais et à l'étranger. À travers sa programmation, CASA fournit aux téléspectateurs des idées, des trucs et des renseignements utiles et accessibles afin qu’ils réalisent eux-mêmes un maximum de projets.
Le site Web de CASA est riche en contenus pertinents, inspirants et accessibles grâce à des partenaires importants tels que Micasa et les magazines Les idées de ma maison, Chez soi et Rénovation-Bricolage, publiés par TVA Publications.

## Historique
Après avoir obtenu une licence le 21 octobre 2005 pour une chaîne spécialisée appelée Télé-Services, le Groupe TVA lance Les Idées de ma maison en référence au magazine du même nom publié par TVA Publications.
La majorité des émissions sont exclusives à la chaîne. Toutefois certaines d'entre elles sont d'abord diffusées à TVA, dont Signé M et Qu'est-ce qui mijote?.
La chaîne a été rebaptisée CASA le 18 octobre 2010 et lancé en format haute définition le 14 décembre 2011.

## Programmation
(révision printemps 2013)

### Productions originales
- 1 x 5 - Des espaces et des idées
- Al Dante avec Stefano Faita
- Au jardin avec Mélanie Grégoire
- Ça va chauffer!
- Déco tendance
- Le Goût d'une chanson
- Ma maison bien-aimée
- Nos rénos
- Nouveaux sur le marché
- S.O.S. Déco
- Style France Arcand

### Autres émissions
- Les Anges de la rénovation (Extreme Makeover - Home Edition)
- Au secours ma maison s'écroule! (Help, My House is Falling Down)
- Le Bloc (The Block)
- Chalet d'été (Summer Home)
- Changer d'intérieurs
- Deux flippeux (Flip Men)
- Entrepreneur pour millionaires (Million Dollar Contractor)
- Escrocs du marteau (Cowboy Builders)
- Les Fabuleux frères boulangers (Fabulous Baker Brothers)
- Fiez-vous à Bryan (Leave it to Bryan)
- Le Fou de l'immo (Flipping Out)
- Le F Word (The F Word)
- Garden Party
- Gordon Ramsey : La guerre des restos (Ramsey's Best Restaurants)
- Holmes le fait bien (Holmes Makes it Right)
- Holmes on homes : pro à la rescousse (Holmes on Homes)
- Home show avec George Clarke (The Home Show)
- Inscriptions millionnaire$ : L.A. (Million Dollar Listing)
- Inspection Holmes (Holmes Inspection)
- Les Invendables (The Unsellables)
- La Maison de Bryan (House of Bryan)
- La Maison de Bryan : sur le lac (House of Bryan: On the Rocks)
- Mariage en construction (Marriage Under Construction)
- MasterChef avec Gordon Ramsay (MasterChef)
- MasterChef Australie (MasterChef Australia)
- Notre maison de rêve (Property Brothers)
- Notre première maison (Property Virgins)
- Les Novogratz (Home by Novogratz)
- Passion cupcakes (DC Cupcakes)
- La Petite cuisine à Paris (The Little Kitchen in Paris)
- Planète cake (Planet Cake)
- Prête à vendre (All for Nothing)
- Pur design (Pure Design)
- Qu'est-ce qui mijote?
- Les rénovateurs (The Renovators)
- Rénover ou s'en aller? (Reno vs. Relocate)
- Signé M
- Top 10 (HGTV's Top 10)
- Les Trésors de Cari (Cash'n Cari)
- Une maison, deux visions (Mad About the House)
- Vous méritez cette maison (You Deserve This House)

## Identité visuelle

Logo du 19 février 2008 au 17 octobre 2010.
Logo du 18 octobre 2010 au 21 août 2011.
Logo du 22 août 2011 à 2021.